# دیوان خوی

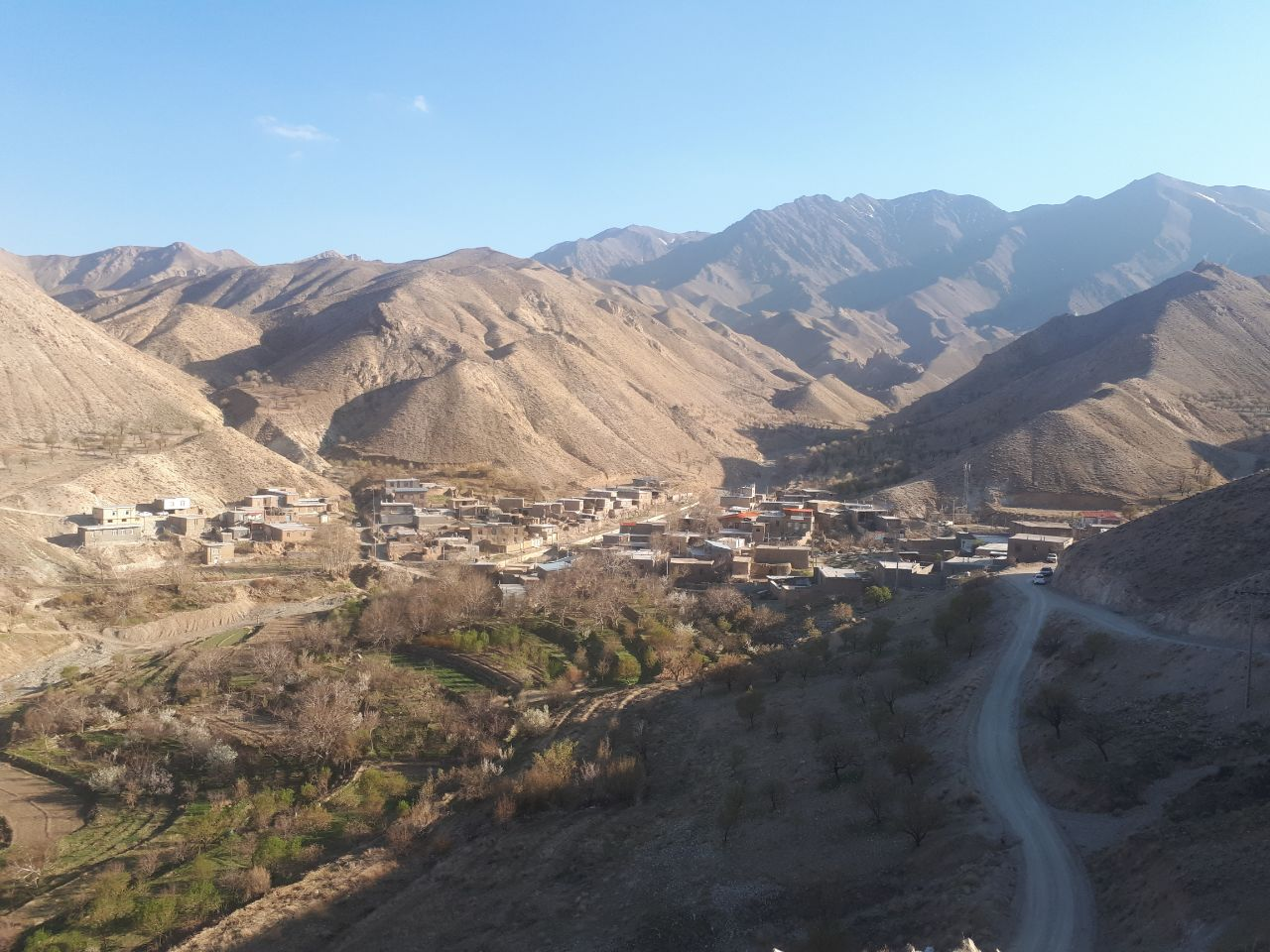
طبیعت روستای دیوانخوی معروف به بام بیهق

دیوان خوی، روستایی است از توابع بخش مرکزی شهرستان ششتمد استان خراسان رضوی ایران.

## جمعیت
این روستا در دهستان بیهق قرار داشته و بر اساس سرشماری سال ۱۳۸۵ جمعیت آن ۱۵۷ نفر (۴۷ خانوار) بوده‌است.